# Нова Долина (губернаторство)
Но́ва Доли́на (Ель-Ваді-ель-Джадід, араб. الوادي الجديد) — губернаторство (мухафаза) в Арабській Республіці Єгипет. Адміністративний центр — місто Харга.
Населення — 187 263 особи (2006).

## Найбільші міста
| № | Місто              | Населення, осіб (2006) |
| - | ------------------ | ---------------------- |
| 1 | Харга (Ель-Харіга) | 60 584                 |
| 2 | Мут (Ель-Дахла)    | 20 439                 |